# Vesilahti
Vesilahti [ˈʋesiˌlɑxti] (schwedisch Vesilax) ist eine Gemeinde im Westen Finnlands mit 4501 Einwohnern (Stand 31. Dezember 2022). Sie liegt in der Landschaft Pirkanmaa, etwa 30 Kilometer von der Großstadt Tampere entfernt. Die Städte Nokia und Lempäälä befinden sich ebenfalls nahe der Stadt Vesilahti. Die Einwohnerzahl von Vesilahti ist ansteigend, da Vesilahti günstig als Wohnort für Pendler mit Arbeit in Tampere liegt. 14,5 Prozent der Fläche Vesilahtis besteht aus Wasser.
Vesilahti ist seit dem Jahr 2002 eine Partnerstadt der deutschen Stadt St. Georgen im Schwarzwald.

## Söhne und Töchter der Gemeinde
- Pentti Eskola (* 1938), finnischer Leichtathlet
- Jonne Järvelä (* 1974), finnischer Musiker (Korpiklaani), wuchs in Vesilahti auf